# Поткоава Фалкоени (Олт)
Поткоава Фалкоени (рум. Potcoava Fălcoeni) насеље је у Румунији у округу Олт у општини Поткоава. Oпштина се налази на надморској висини од 207 m.

## Становништво
Према подацима из 2002. године у насељу је живело 1119 становника, од којих су сви румунске националности.